# Nomada maculiventer
Nomada maculiventer är en biart som beskrevs av Swenk 1915. Nomada maculiventer ingår i släktet gökbin, och familjen långtungebin. Inga underarter finns listade i Catalogue of Life.